# Pitu Guli
Pitu Guli (Chirilice: Питу Гули; n. 1865, Crușova, Imperiul Otoman – d. 12 august 1903, Crușova, Imperiul Otoman), zis și Pitu Vlahul s-a născut într-o familie de aromâni din Crușova, azi in Macedonia de Nord. El și-a legat numele de lupta din Balcani pentru independența de jugul otoman, visând la o viață liberă pentru toate popoarele, indiferent de națiune. A murit eroic in lupta pentru apărarea Republicii Crușevo, pe care a și proclamat-o in timpul Revoltei Ilinden, la locul numit Dealul Ursului. Este revendicat ca erou național atât în Bulgaria, cât și în Macedonia de Nord, unde numele său este menționat de două ori intr-un cântec patriotic vechi, devenit Imnul de stat după proclamarea independenței.
Formația Kavalla i-a dedicat o melodie acestui personaj.